# Serge Ibaka
Serge Jonas Ibaka Ngobila (* 18. September 1989 in Brazzaville, Volksrepublik Kongo; heute Republik Kongo) ist ein kongolesisch-spanischer Basketballspieler. Er steht bei Real Madrid unter Vertrag. Zuvor spielte er beim FC Bayern München und von 2009 bis Februar 2023 in der nordamerikanischen NBA.

## Leben
Ibaka entstammt einer Basketballerfamilie. Seine Mutter Amadou Djonga spielte für die Nationalmannschaft der Demokratischen Republik Kongo, sein Vater Desire Ibaka für die der Republik Kongo. Serge ist das drittjüngste von 18 Kindern. Im Alter von acht Jahren verlor er seine Mutter. Als wenig später der Zweite Kongokrieg ausbrach, zog Ibaka mit seiner Familie in den Norden des Landes, nach Ouésso im Department Sangha, wo er mehrere Jahre in ärmlichen Verhältnissen, ohne Elektrizität und fließendes Wasser, aufwuchs. Nach der Rückkehr der Familie Ibaka nach Brazzaville im Jahre 2002 wurde sein Vater in der benachbarten Demokratischen Republik Kongo, wo er als Hafenarbeiter tätig war, inhaftiert. Bis zum Ende des Kongokrieges und der Freilassung seines Vaters im Jahre 2003 lebte Serge Ibaka bei seiner Großmutter Christine.

## Karriere

### Anfangszeit
Seine Laufbahn als Basketballspieler begann Ibaka 2004 in der Jugendmannschaft von Avenir du Rail und wechselte in der Folgesaison zu Inter Club Brazzaville, bevor er bei der U18-Afrikameisterschaft 2006 in Durban von europäischen Talentspähern entdeckt wurde.
Nach einer kurzen Etappe beim französischen Viertligisten Étoile sportive Prissé-Mâcon, wo er aufgrund von Problemen mit dem Transfer nicht zum Einsatz kam, wechselte er durch die Vermittlung des zentralafrikanischen Spielerberaters und ehemaligen Spielers Anicet Lavodrama noch während der Saison 2006/07 nach Spanien in die Juniorenmannschaft von CB L’Hospitalet, und bestritt parallel dazu mit DKV Joventut die spanische U20-Meisterschaft. 
Die erste Profispielzeit absolvierte Ibaka 2007/08 für CB L’Hospitalet in der LEB Oro, der zweiten spanischen Spielklasse. Seine starke Saison weckte das Interesse zahlreicher Klubs in Spanien und außerhalb und beim NBA-Draft 2008 wählten ihn die Seattle SuperSonics (heute Oklahoma City Thunder) an der 24. Stelle aus, schließlich verpflichtete ihn jedoch der spanische Erstligist Ricoh Manresa. Er bestritt 31 Saisonspiele für Manresa und erzielte 7,1 Punkte pro Partie, holte des Weiteren 4,5 Rebounds je Einsatz.

### NBA
Nach nur einer Saison in der Liga ACB wechselte Serge Ibaka in die NBA zu den Oklahoma City Thunder, wo der erst 20-Jährige in seiner ersten Spielzeit durchschnittlich 6,3 Punkte, 5,4 Rebounds und 1,3 Blocks in nur 18,1 Minuten pro Spiel erreichte. Mit sieben Blocks im zweiten Playoff-Spiel gegen die Los Angeles Lakers stellte er einen neuen NBA-Rekord für einen Spieler seines Alters auf.
In seiner zweiten Spielzeit konnte er sich in allen Aspekten deutlich steigern, begann 44 der 82 Saisonspiele in der Starting Five der Thunder und brachte es im Durchschnitt auf 9,9 Punkte, 7,6 Rebounds und 2,4 Blocks pro Spiel. Mit insgesamt 198 geblockten Würfen erreichte er den höchsten Wert in der Saisonstatistik der NBA und wurde damit seinem Spitznamen Iblocka gerecht. Die Oklahoma City Thunder beendeten die Hauptrunde als Meister der Northwest Division. In den Playoffs erreichte er mit seiner Mannschaft nach Siegen gegen die Denver Nuggets und die Memphis Grizzlies das Conference-Finale, wo man dem späteren NBA-Meister Dallas Mavericks mit 1:4 unterlag.

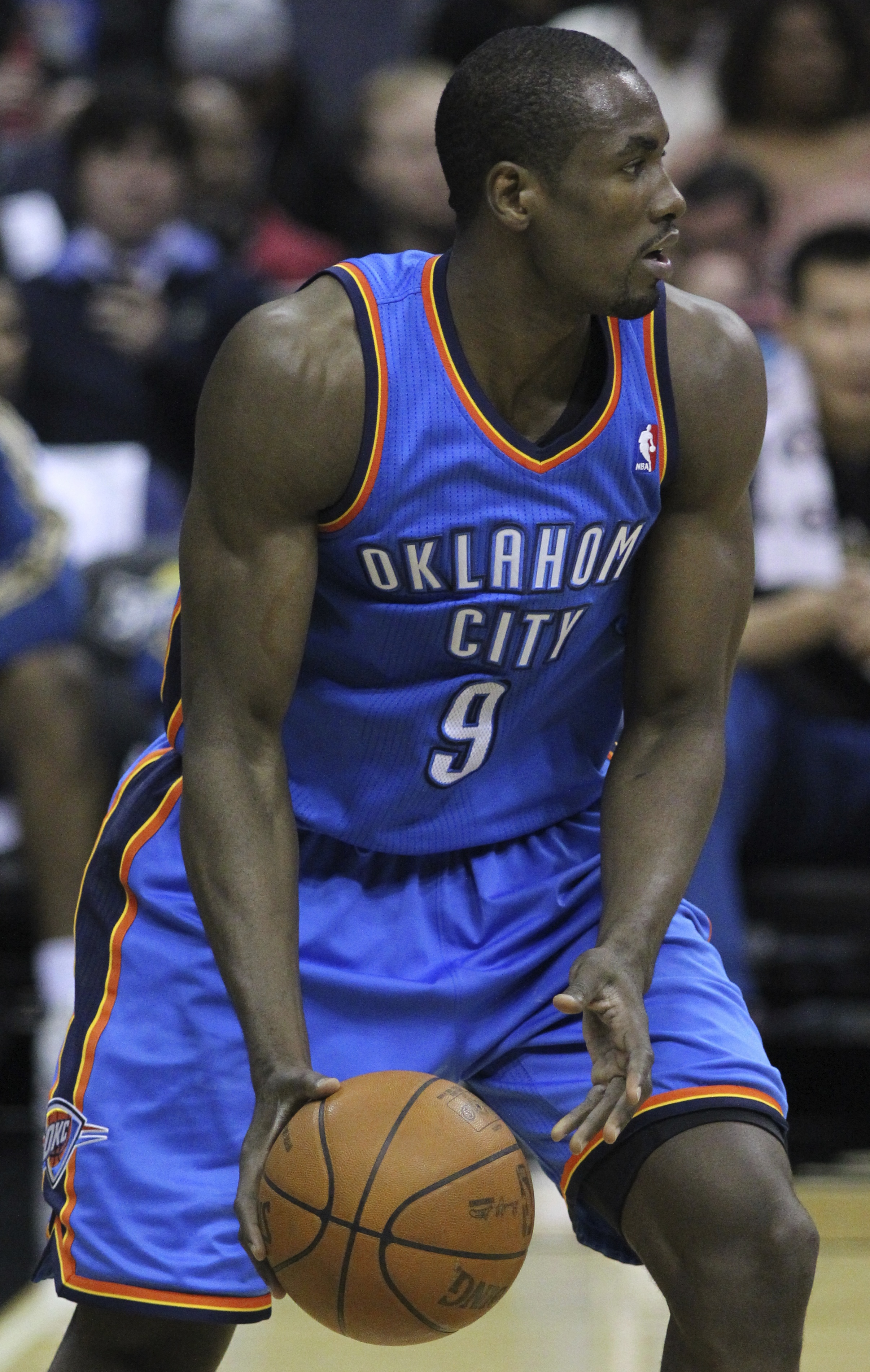
Ibaka im Trikot der Thunder

Im Vorfeld der Saison 2011/12 konnten sich die Besitzer der NBA-Mannschaften und die Spielergewerkschaft NBPA nicht auf einen neuen Tarifvertrag einigen, weshalb eine Aussperrung (Lockout) ausgerufen wurde. Ibaka unterschrieb daraufhin im Oktober 2011 bei Real Madrid, um den verletzten Novica Veličković zu ersetzen. Für die Spanier bestritt er in der Liga (6,7 Punkte/Einsatz) sowie der Euroleague  (5,5 Punkte/Einsatz) insgesamt zwölf Spiele, bevor es zu einer Einigung zwischen der Spielergewerkschaft und den Besitzern kam und Ibaka Anfang Dezember zu den Thunder zurückkehrte. Am 19. Februar 2012 gelang ihm gegen die Denver Nuggets mit 14 Punkten, 15 Rebounds und 11 Blocks das erste Triple-Double seiner NBA-Karriere. 
Die Thunder beendeten die Hauptrunde erneut als Meister der Northwest Division und Ibaka, der in allen 66 Spielen der verkürzten Saison in der Starting Five stand, etablierte sich als bester Shotblocker der Liga. Mit insgesamt 241 geblockten Würfen, 3,65 pro Spiel, führte er die jeweiligen Statistiken an. Am Ende der Hauptrunde wurde er aufgrund seiner starken Leistungen in der Verteidigung ins All-Defensive First Team gewählt. Noch vor Beginn der Saison 2012/2013 unterschrieb Ibaka in Oklahoma City eine Vertragsverlängerung über vier Jahre.
Ibaka spielte bis 2016 für die Thunder und war über die Jahre ein wichtiger Spieler in der Verteidigung der Mannschaft. Dennoch nahmen seine Statistiken leicht ab, so dass er in der Saison 2015/16 mit 12,6 Punkte, 6,8 Rebounds und 1,9 Blocks im Schnitt die schlechtesten Werte seit vier Jahren auflegte. Dennoch erreichte er mit den Thunder 2016 das Conference-Finale, wo man den Golden State Warriors unterlag. 
Ibaka wurde während des NBA-Drafts 2016 an die Orlando Magic abgegeben. Im Gegenzug wechselte unter anderem Victor Oladipo nach Oklahoma. Ibaka wurde jedoch nach sportlichen Misserfolgen ein halbes Jahr später zu den Toronto Raptors weitertransferiert. Im Gegenzug wechselten Terrence Ross und ein Erstrunden-Draftpick nach Orlando. Mit Toronto gewann er in der Saison 2018/19 den NBA-Meistertitel, er trug zu dem Erfolg in 74 Hauptrundenspielen im Schnitt 15 Punkte, 8,1 Rebounds sowie 1,4 Blocks je Begegnung bei. In der Endrunde auf dem Weg zum Titelgewinn lagen seine Werte leicht darunter (9,4 Punkte, 6 Rebounds, 1 Block pro Einsatz).
Ende November 2020 wurde Ibaka von den Los Angeles Clippers verpflichtet. Er wurde von den Kaliforniern in 76 Spielen eingesetzt, in denen er im Durchschnitt 9 Punkte, 5,6 Rebounds sowie einen Block verbuchte. Im Februar 2022 waren die Los Angeles Clippers an einem Spielertausch beteiligt, der vier Mannschaften umfasste und der unter anderem Ibakas Wechsel zu den Milwaukee Bucks beinhaltete.
Im Februar 2023 gab Milwaukee ihn im Rahmen eines Tauschhandels an die Indiana Pacers ab. Die Mannschaft hob den Vertrag mit Ibaka kurze Zeit später auf, ein Spiel hatte er für Indiana nicht bestritten.

### FC Bayern München
Mitte September 2023 gab der FC Bayern München Ibakas Verpflichtung bekannt. Dort traf er auf Trainer Pablo Laso, für den er bereits 2011 bei Real Madrid spielte. Mit dem FC Bayern wurde Ibaka 2024 deutscher Meister und Pokalsieger. In der Bundesliga brachte er es in 31 Einsätzen auf Mittelwerte von 10,5 Punkten und 5,7 Rebounds je Begegnung. Ibaka verließ München nach dem Spieljahr 2023/24 wieder.

### Real Madrid
Ende Juli 2024 nahm Real Madrid Ibaka unter Vertrag. Er wurde mit Real im Juni 2025 spanischer Meister.

### Nationalmannschaft
Als Jugendlicher nahm Ibaka mit der Nationalmannschaft der Republik Kongo an der U18-Afrikameisterschaft 2006 in Durban teil. Seine Mannschaft beendete das Turnier auf dem vierten Platz, er selbst brachte es in fünf Einsätzen durchschnittlich auf 18,6 Punkte, 13,8 Rebounds und 4,4 Blocks pro Spiel und wurde zum MVP des Turniers gewählt. In der A-Nationalmannschaft der Republik Kongo spielte er nicht.

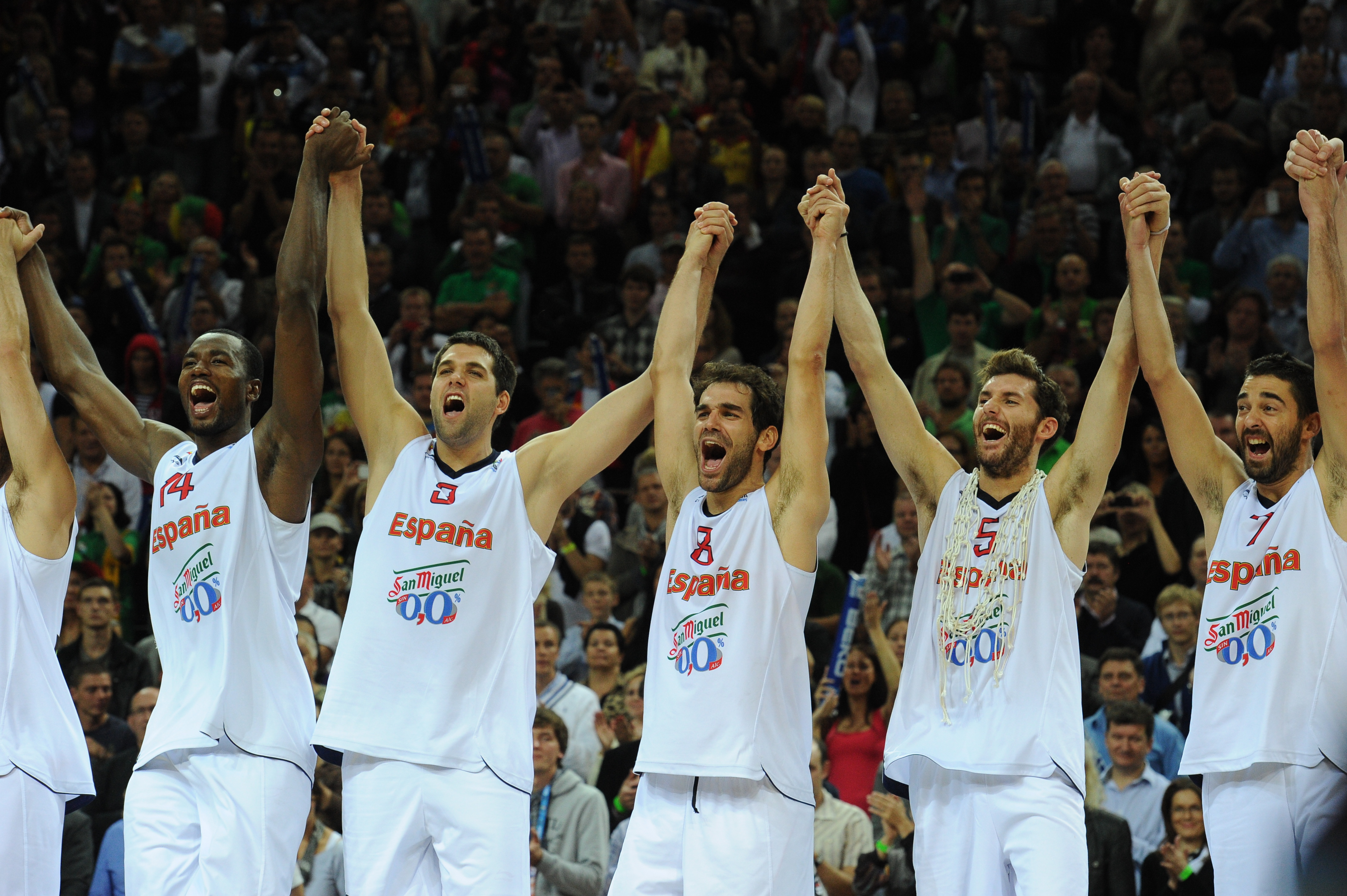
Ibaka (links) feiert den Gewinn des EM-Titels 2011

Bereits im April 2010 äußerte Ibaka, der seine letzte Etappe als Nachwuchsspieler sowie seine ersten zwei Profispielzeiten in Spanien absolvierte und einen Wohnsitz in Barcelona hat, seinen Wunsch, in Zukunft für die Nationalmannschaft der Iberer zu spielen.
Am 21. Juni 2011 berief ihn der spanische Nationaltrainer Sergio Scariolo in den vorläufigen Kader der Basketball-Europameisterschaft 2011. Am 15. Juli 2011 erhielt Ibaka die spanische Staatsbürgerschaft und verzichtete auf seinen kongolesischen Pass. Im Zuge der Vorbereitung für die EM 2011 feierte er am 9. August 2011 gegen Frankreich sein Debüt in der spanischen Nationalmannschaft. 
Bei der Europameisterschaftsendrunde kam Ibaka meist von der Bank, brachte es in durchschnittlich 17,2 Minuten pro Spiel auf 7,1 Punkte, 3,9 Rebounds und 1,2 Blocks. Die Spanier gewannen das Turnier schließlich, im Finale gegen Frankreich gelangen Ibaka im zweiten Viertel in nur 3:43 Minuten fünf Blocks. Bei den Olympischen Spielen 2012 war er erneut Teil des Kaders, die Spanier scheiterten erst im Endspiel an den USA. Bei der WM 2014 in Spanien wurde er mit der Gastgebermannschaft Fünfter.

## Erfolge und Auszeichnungen
Real Madrid
- Spanischer Meister: 2024/25

FC Bayern München
- Deutscher Meister: 2023/24
- Deutscher Pokalsieger: 2023/24

Oklahoma City Thunder
- Meister der Western Conference: 2011/12
- Meister der Northwest Division (4): 2010/11, 2011/12, 2012/13, 2013/14

Toronto Raptors
- Meister der NBA: 2018/19

Spanische Nationalmannschaft
- Olympische Spiele 2012: Silber
- Europameister: 2011

Auszeichnungen
- NBA All-Defensive First Team (3): 2011/2012, 2012/13, 2013/14
- Teilnehmer am NBA All-Star Weekend Rookie Challenge: 2011 (Sophomore)
- Teilnehmer am NBA All-Star Weekend Slam Dunk Contest: 2011
- Gewinner des Liga ACB Slam Dunk Contests 2008[34]
- MVP des Reebok-Eurocamp 2008 in Treviso[35]
- MVP der U18-Afrikameisterschaft 2006

## Sonstiges
Mit seiner Stiftung betreibt Ibaka unter anderem Basketball-Jugendförderung in seinem Geburtsland. In einer seiner Trainingsveranstaltungen wurde der spätere Profispieler Romaric Belemene entdeckt. 2016 ging seine Stiftung eine Zusammenarbeit mit dem spanischen Verein Bàsquet Manresa ein.

## Karriere-Statistiken

### NBA

#### Hauptrunde
| Saison  | Team                      | GP  | GS  | MPG  | FG % | 3P % | FT % | RPG | APG | SPG | BPG | PPG  |
| ------- | ------------------------- | --- | --- | ---- | ---- | ---- | ---- | --- | --- | --- | --- | ---- |
| 2009–10 | Oklahoma City             | 73  | 0   | 18.1 | .543 | .500 | .630 | 5.4 | 0.1 | 0.3 | 1.3 | 6.3  |
| 2010–11 | Oklahoma City             | 82  | 44  | 27.0 | .543 | .000 | .750 | 7.6 | 0.3 | 0.4 | 2.4 | 9.9  |
| 2011–12 | Oklahoma City             | 66  | 66  | 27.2 | .535 | .333 | .661 | 7.5 | 0.4 | 0.5 | 3.7 | 9.1  |
| 2012–13 | Oklahoma City             | 80  | 80  | 31.1 | .573 | .351 | .749 | 7.7 | 0.5 | 0.4 | 3.0 | 13.2 |
| 2013–14 | Oklahoma City             | 81  | 81  | 32.9 | .536 | .389 | .784 | 8.8 | 1.0 | 0.5 | 2.7 | 15.1 |
| 2014–15 | Oklahoma City             | 64  | 64  | 33.1 | .476 | .376 | .836 | 7.8 | 0.9 | 0.5 | 2.4 | 14.3 |
| 2015–16 | Oklahoma City             | 78  | 78  | 32.1 | .479 | .326 | .752 | 6.8 | 0.8 | 0.5 | 1.9 | 12.6 |
| 2016–17 | Orlando / Toronto         | 79  | 79  | 30.7 | .480 | .391 | .856 | 6.8 | 0.9 | 0.5 | 1.6 | 14.8 |
| 2017–18 | Toronto                   | 76  | 76  | 27.5 | .483 | .360 | .797 | 6.3 | 0.8 | 0.4 | 1.3 | 12.6 |
| 2018–19 | Toronto                   | 74  | 51  | 27.2 | .529 | .290 | .763 | 8.1 | 1.3 | 0.4 | 1.4 | 15.0 |
| 2019–20 | Toronto                   | 55  | 27  | 27.0 | .512 | .385 | .718 | 8.2 | 1.4 | 0.5 | 0.8 | 15.4 |
| 2020–21 | L.A. Clippers             | 41  | 39  | 23.3 | .510 | .339 | .811 | 6.7 | 1.8 | 0.2 | 1.0 | 11.1 |
| 2021–22 | L.A. Clippers / Milwaukee | 54  | 12  | 16.2 | .500 | .374 | .727 | 4.6 | 0.9 | 0.2 | 0.6 | 6.8  |
| 2022–23 | Milwaukee                 | 16  | 0   | 11.6 | .481 | .333 | .615 | 2.8 | 0.3 | 0.1 | 0.4 | 4.1  |
| Gesamt  | Gesamt                    | 919 | 697 | 27.3 | .513 | .359 | .757 | 7.1 | 0.8 | 0.4 | 1.9 | 12.0 |

#### Play-offs
| Saison  | Team          | GP  | GS  | MPG  | FG % | 3P % | FT %  | RPG | APG | SPG | BPG | PPG  |
| ------- | ------------- | --- | --- | ---- | ---- | ---- | ----- | --- | --- | --- | --- | ---- |
| 2009–10 | Oklahoma City | 6   | 0   | 25.5 | .571 | —    | .700  | 6.5 | 0.3 | 0.3 | 2.0 | 7.8  |
| 2010–11 | Oklahoma City | 17  | 17  | 28.8 | .462 | .000 | .825  | 7.3 | 0.2 | 0.2 | 3.1 | 9.8  |
| 2011–12 | Oklahoma City | 20  | 20  | 28.4 | .528 | .250 | .722  | 5.8 | 0.6 | 0.6 | 3.0 | 9.8  |
| 2012–13 | Oklahoma City | 11  | 11  | 33.3 | .437 | .444 | .792  | 8.4 | 0.7 | 0.0 | 3.0 | 12.8 |
| 2013–14 | Oklahoma City | 15  | 15  | 33.7 | .622 | .333 | .750  | 7.3 | 0.5 | 0.7 | 2.4 | 12.2 |
| 2015–16 | Oklahoma City | 18  | 18  | 33.4 | .521 | .449 | .750  | 6.3 | 0.6 | 0.8 | 1.3 | 12.0 |
| 2016–17 | Toronto       | 10  | 10  | 30.7 | .462 | .316 | .846  | 6.5 | 1.4 | 0.4 | 1.7 | 14.3 |
| 2017–18 | Toronto       | 10  | 9   | 26.0 | .417 | .375 | .818  | 5.9 | 1.1 | 0.1 | 1.3 | 8.7  |
| 2018–19 | Toronto       | 24  | 0   | 20.8 | .477 | .237 | .762  | 6.0 | 0.9 | 0.5 | 1.0 | 9.4  |
| 2019–20 | Toronto       | 11  | 0   | 22.8 | .573 | .511 | 1.000 | 7.7 | 1.2 | 0.2 | 1.3 | 14.8 |
| 2020–21 | L.A. Clippers | 2   | 0   | 9.0  | .500 | .000 | 1.000 | 2.0 | 1.0 | 0.5 | 1.5 | 5.0  |
| 2021–22 | Milwaukee     | 6   | 0   | 3.7  | .250 | .000 | .500  | 1.7 | 0.0 | 0.0 | 0.0 | 1.5  |
| Gesamt  | Gesamt        | 152 | 102 | 27.1 | .499 | .382 | .789  | 6.3 | 0.7 | 0.4 | 2.0 | 10.6 |